# Angus Macfadyen
Angus Macfadyen (Glasgow, Escocia, 21 de septiembre de 1962) es un actor británico con una nutrida actuación en el cine del Reino Unido.
Destaca por haber actuado en películas famosas, como Braveheart (1995), en el papel de Robert Bruce, o Saw III (2006).

## Actividades previas
Debido a que su padre era un médico que trabajaba para la Organización Mundial de la Salud, Angus se educó en los más diversos países: África, Francia, Filipinas o Singapur.
Posteriormente, estudió en la Universidad de Edimburgo y en la Central School of Speech and Drama (Escuela Central de Expresión y Drama) en Londres.

## Filmografía
- The Lost Language of Cranes (1991) (TV) - Philip
- Soldier Soldier (1991) TV Series - Lt. Alex Pereira (1992)
- Takin' Over the Asylum (1994) TV Series - Fergus
- Two Golden Balls (1994) (TV) - Dexter
- Braveheart (1995) - Robert Bruce
- La historia de Elisabeth Taylor (1995) TV - Richard Burton
- Snide and Prejudice (1997) - Michael Davidson/Adolf Hitler
- Guerreros de la Virtud (1997) - Komodo
- Still Breathing (1997) - Philip
- Lani Loa - The Passage (1998) - Turner
- The Brylcreem Boys (1998) - Count Rudolph von Stegenbek
- El clan sinatra (1998) (TV) - Peter Lawford
- Abajo el telón (1999) - Orson Welles
- Titus (1999) - Lucius
- Jasón y los Argonautas (2000) (TV) - Zeus
- Divine Secrets of the Ya-Ya Sisterhood (2002) - Connor McGill
- Equilibrium (2002) - Dupont
- Miracles (2003) TV Series - Alva Keel
- Espartaco (2004) (TV) - Marco Craso
- Five Days to Midnight (2004) (mini) TV Series - Roy Bremmer
- Shooting Gallery (2005) - Tenderloin Tony
- The Pleasure Drivers (2005) - Bill
- Fatwa (2005) - Bobby
- The Virgin of Juarez (2005) (post-production) - Patrick Nunzio
- .45 (2005) - Big Al
- Blackbeard (2006) (mini) TV Series - Blackbeard
- Saw III (2006) - Jeff Reinhart
- Killer Wave (2007) (TV film) - John
- Redline (2007) - Michael D'Orazio
- Saw IV (2007) - Jeff Reinhart
- Saw V (2008), de David Hackl.
- Clean Break (2008)
- Californication (2008), serie de televisión.
- We Bought a Zoo (2011) - Peter MacCreedy
- Chuck (2012)
- Timeless (2016)
- The Lost City of Z (2017)
- El Rey de Escocia (Robert the Bruce) (2019) - Robert Bruce
- Superman & Lois (2021) - Jor-El
- Horizon: An American Saga - Capítulo 1 (2024) - Desmarais